# Sørbygdafeltet
Sørbygdafeltet of Starhellinga is een plaats in de Noorse gemeente Stange, fylke Innlandet. Sørbygdafeltet telt 388 inwoners (2007) en heeft een oppervlakte van 0,4 km².
Bottenfjellet · Ilseng · Gata · Ottestad · Romedal · Stange · Sørbygdafeltet · Tangen